# Reformierte Kirche Schöftland

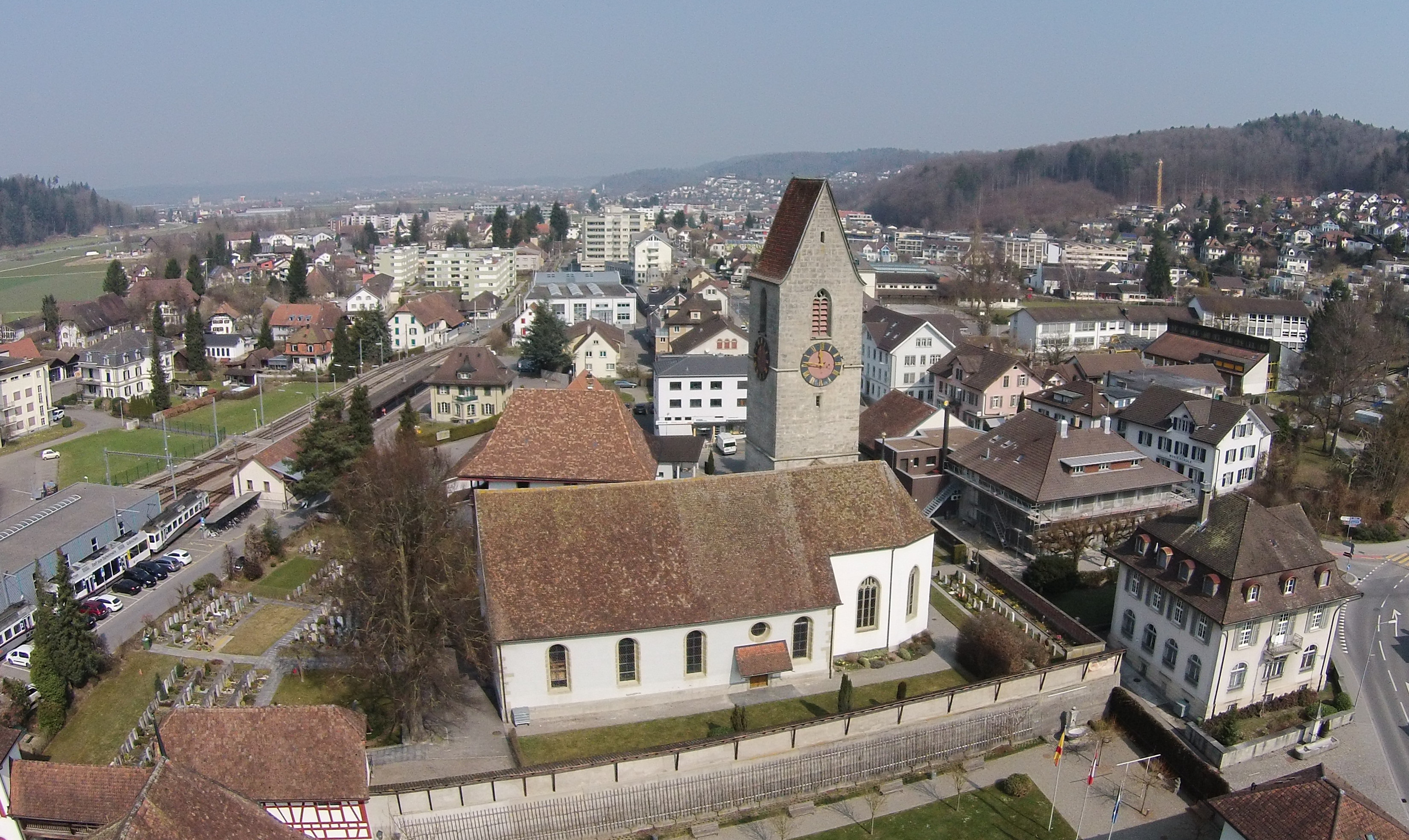
Reformierte Kirche

Die reformierte Kirche Schöftland  ist die Dorfkirche der aargauischen Gemeinde Schöftland in der Schweiz.

## Geschichte
Bereits im frühen 7. Jahrhundert bestand in Schöftland eine Eigenkirche eines ortsansässigen Herrschergeschlechts. 1964 kamen bei Ausgrabungen drei Stiftergräber mit Beigaben aus jener Zeit zum Vorschein. Die Schöftler Kirche war Mittelpunkt einer frühmittelalterlichen Urpfarrei, die mehrere Dörfer in der Umgebung umfasste. Im Laufe der Jahrhunderte trennten sich Kirchleerau, Kölliken (evtl.), Moosleerau, Muhen, Rued und Uerkheim ab. Zur Kirchgemeinde gehören heute noch Bottenwil, Hirschthal, Holziken und Staffelbach.
Bis ins 16. Jahrhundert folgten insgesamt fünf Erweiterungen. Seit 1528 dient die Kirche der reformierten Konfession. 1683 wurde sie durch einen Brand zerstört; nur der Chor und der Kirchturm, beide 1506 errichtet, blieben erhalten. Das Kirchenschiff erhielt daraufhin seine heutige barocke Form. Die letzte grosse Renovation fand im Jahr 1965 statt.

## Gebäude und Ausstattung

### Architektur
Die Kirche steht im Dorfzentrum und bildet zusammen mit dem Pfarrhaus und dem Schloss Schöftland eine geschlossene Baugruppe. Das Kirchenschiff und der eingezogene, dreiseitig geschlossene Chor werden mit einem durchgehenden Satteldach zusammengefasst. An den Winkel zwischen Schiff und Chor auf der Nordseite ist der Kirchturm angebaut. Er besteht aus verputzten Tuffquadern und besitzt ein steiles, quergestelltes Satteldach. Während der Chor Spitzbogenfenster, sind im Schiff Rundfenster und Rundbogenfenster zu finden.

### Innenraum
Ohne Unterbrechung geht im Innern das Segmentgewölbe in den schmaleren, um eine Stufe erhöhten Chor über, wodurch der Raum trotz zweier unterschiedlicher Entstehungsperioden wie eine Halle wirkt. Die Kanzel ist ein massiver polygonaler Korpus aus weissem Marmor und ruht auf einer korinthischen Säule aus schwarzem Marmor. Zur Kanzel hinauf führt eine monumentale Balusterbrüstung aus weissem Marmor.

### Orgel
Bereits 1812 hatte die Kirche ihre erste Orgel erhalten, die genau hundert Jahre später durch ein neues Instrument mit 27 Registern auf zwei Manualen und Pedal von Orgelbau Goll ersetzt worden war. 1965 wurde die heutige Orgel auf der Empore an der Westwand des Kirchenschiffs mit 30 Registern auf zwei Manualen und Pedal eingebaut. Sie stammt aus der Manufaktur Orgelbau Kuhn aus Männedorf. Eigentlich war noch ein Schwellwerk vorgesehen. Da aber beim Abbau der Vorgängerorgel ein rundes Fenster in der Westwand zum Vorschein kam, das die Denkmalpflege sichtbar halten wollte, musste auf das Schwellwerk verzichtet werden.

### Glocken
Zwei bis heute erhaltene Kirchenglocken aus dem 14. und dem 16. Jahrhundert befinden sich heute im benachbarten Schloss bzw. im Schlosshof. Das heutige Glockengeläut aus Bronze stammt aus dem Jahre 1932 und besteht aus fünf Glocken der Aarauer Giesserei H. Rüetschi.
| Nr. | Name           | Gewicht | Schlagton | Inschrift |
| --- | -------------- | ------- | --------- | --- |
| 1   | Christusglocke |         | B°        | O REX GLORIAE CHRISTE VENI NOBIS CUM PACE. ( O König der Herrlichkeit, Christus, komm zu uns mit Frieden.)                  |
| 2   | Totenglocke    |         | des′      | Dominus minserere nobis ( Herr, erbarme dich unser! )                                                                       |
| 3   | Gebetsglocke   | 1450 kg | es′       | Der Herr ist mein Hirte, mir wird nichts mangeln. Gebet am Anfang und am Ende segnet die Arbeit der Hände.                  |
| 4   | Mutterglocke   |         | ges′      | Glocke der Mutter bin ich genannt, ihr zu Ehre läute ich ins Land. Mutterliebe und Mutterleid führt die Welt zur Seligkeit. |
| 5   | Arbeitsglocke  | 440 kg  | b′        | Als Glocke der Arbeit klinge ich mit, weil's ohne mich kein Leben gibt.                                                     |